# Galactea winkleri
Galactea winkleri är en insektsart som beskrevs av Günther 1932. Galactea winkleri ingår i släktet Galactea och familjen Diapheromeridae. Inga underarter finns listade i Catalogue of Life.